# Liste der Kulturdenkmäler in Gungelshausen
Die folgende Liste enthält die in der Denkmaltopographie ausgewiesenen Kulturdenkmäler auf dem Gebiet des Ortsteils Gungelshausen der  Stadt Willingshausen, Schwalm-Eder-Kreis, Hessen.
Hinweis: Die Reihenfolge der Denkmäler in dieser Liste orientiert sich an der Anschrift, alternativ ist sie auch nach der Bezeichnung oder der Bauzeit sortierbar.
Kulturdenkmäler werden fortlaufend im Denkmalverzeichnis des Landes Hessen durch das Landesamt für Denkmalpflege Hessen auf Basis des Hessischen Denkmalschutzgesetzes (HDSchG) geführt. Die Schutzwürdigkeit eines Kulturdenkmals hängt nicht von der Eintragung in das Denkmalverzeichnis des Landes Hessen oder der Veröffentlichung in der Denkmaltopographie ab.

| Bild            | Bezeichnung                      | Lage                                                | Beschreibung                                                                           | Bauzeit                       | Daten |
| --------------- | -------------------------------- | --------------------------------------------------- | -------------------------------------------------------------------------------------- | ----------------------------- | ----- |
| Bild gesucht BW | Wohnhaus Zellaer Straße 1        | Zellaer Straße 1 LageFlur: 1, Flurstück: 27/2       | Wohnhaus als seitliche Begrenzung eines Dreiseithofes                                  | Mitte 19. Jahrhundert         |       |
| Bild gesucht BW | Ellerhaus Zellaer Straße 2       | Zellaer Straße 2 LageFlur: 154/39, Flurstück:       | Ellerhaus als straßenseitiger Abschluss eines Vierseithofes                            | 1769                          |       |
| Bild gesucht BW | Ellerhaus Zellaer Straße 5 und 7 | Zellaer Straße 5 und 7 LageFlur: 1, Flurstück: 12/2 | Ellerhaus als seitliche Begrenzung einer Hofanlage am Ortsrand                         | 1836                          |       |
| Bild gesucht BW | Zwei Scheunen Zellaer Straße 8   | Zellaer Straße 8 LageFlur: 1, Flurstück: 8/2        | Zwei Fachwerkscheunen als Rest eines Vierseithofes                                     | 1882 / spätes 18. Jahrhundert |       |
| Bild gesucht BW | Backhaus                         | Zellaer Straße 11 LageFlur: 1, Flurstück: 18        | Giebelständiges, kleines Fachwerkgebäude mit großen Dachüberstand. Backhaus des Ortes. | Spätes 19. Jahrhundert        |       |